# Magisch vierkant
Een magisch vierkant of tovervierkant is een vierkant schema waarin getallen zodanig zijn ingevuld dat de kolommen, de rijen en de beide diagonalen alle dezelfde som opleveren. Deze som wordt de magische constante of het karakteristieke getal genoemd. Men eist meestal dat het vierkant de natuurlijke getallen van 1 tot en met {\displaystyle n^{2}} bevat. Het symbool {\displaystyle n}, dat de orde wordt genoemd, is hierin het aantal cellen in één zijde. Soms geldt die eis niet, maar dan eist men wel dat alle getallen verschillend zijn.
Magische vierkanten kunnen sinds 2001 als een geometrisch magisch vierkant worden gezien, toen die zijn bedacht.

## Voorbeelden
- In dit vierkant van 3 bij 3 is de som steeds 15:

| 8 | 3 | 4 |
| 1 | 5 | 9 |
| 6 | 7 | 2 |
De som van de 3 getallen van elke rij is 15, bijvoorbeeld: 8 + 3 + 4 = 15 voor de 1e rij.
De som van de 3 getallen van elke kolom is 15, bijvoorbeeld: 3 + 5 + 7 = 15 voor de 2e kolom.
De som van de 3 getallen van elke diagonaal is 15, bijvoorbeeld: 8 + 5 + 2 = 15 voor de 1e diagonaal.
- In dit vierkant van 3 bij 3 zijn alle getallen priemgetallen en is de som steeds 177:

| 101 | 5   | 71 |
| 29  | 59  | 89 |
| 47  | 113 | 17 |

## Melencolia

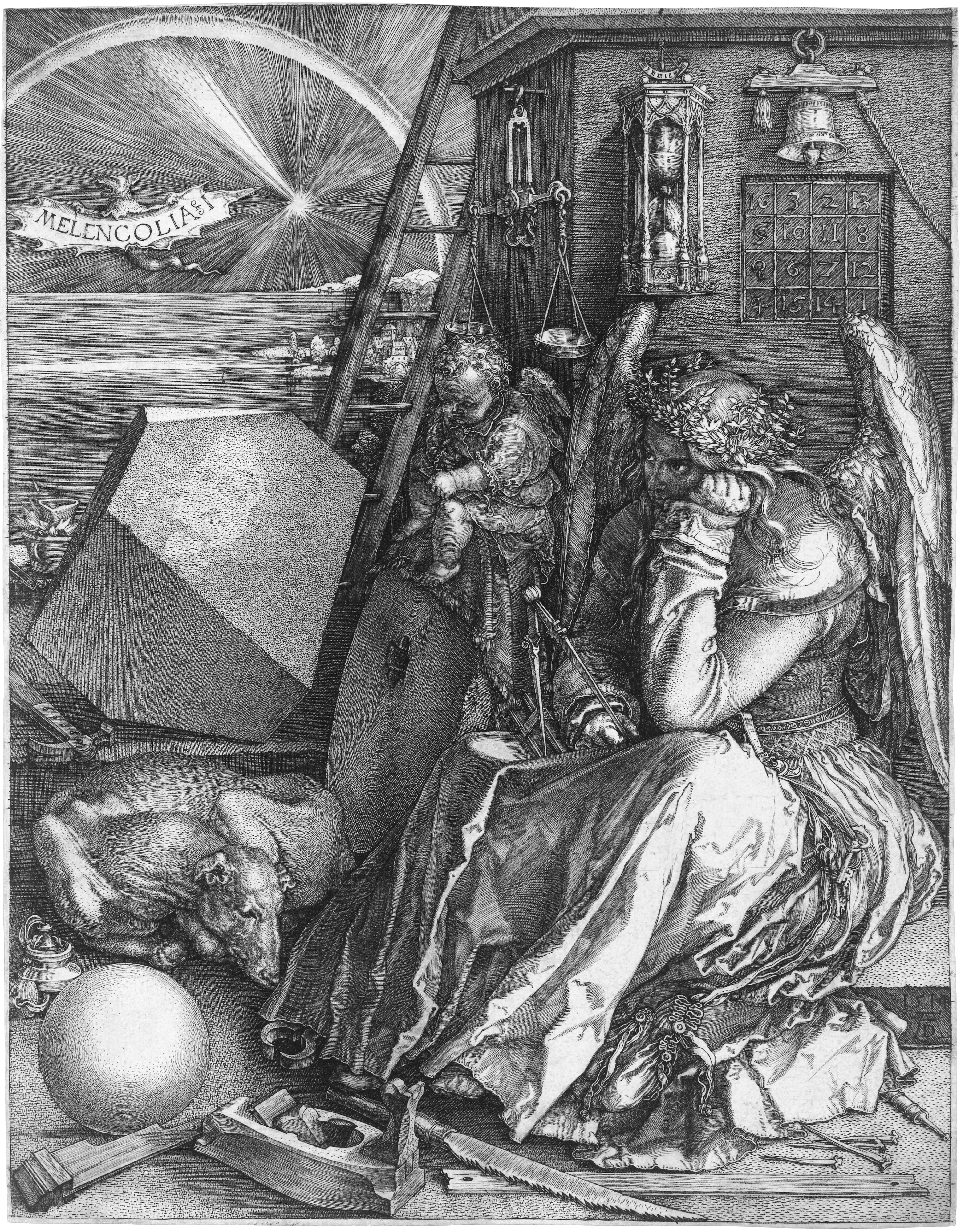
Melencolia I, 1514, gravure

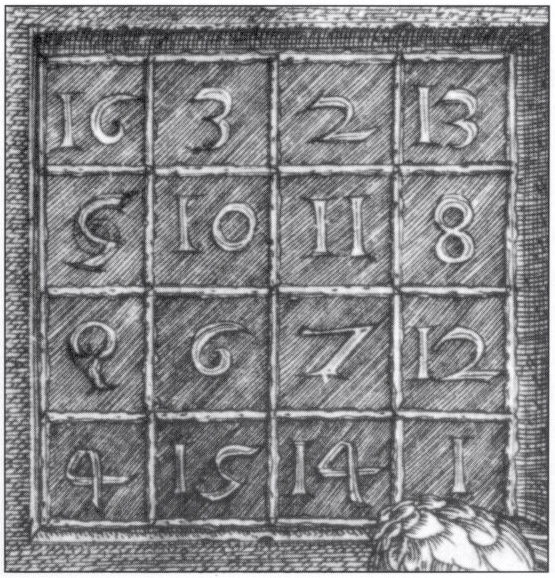

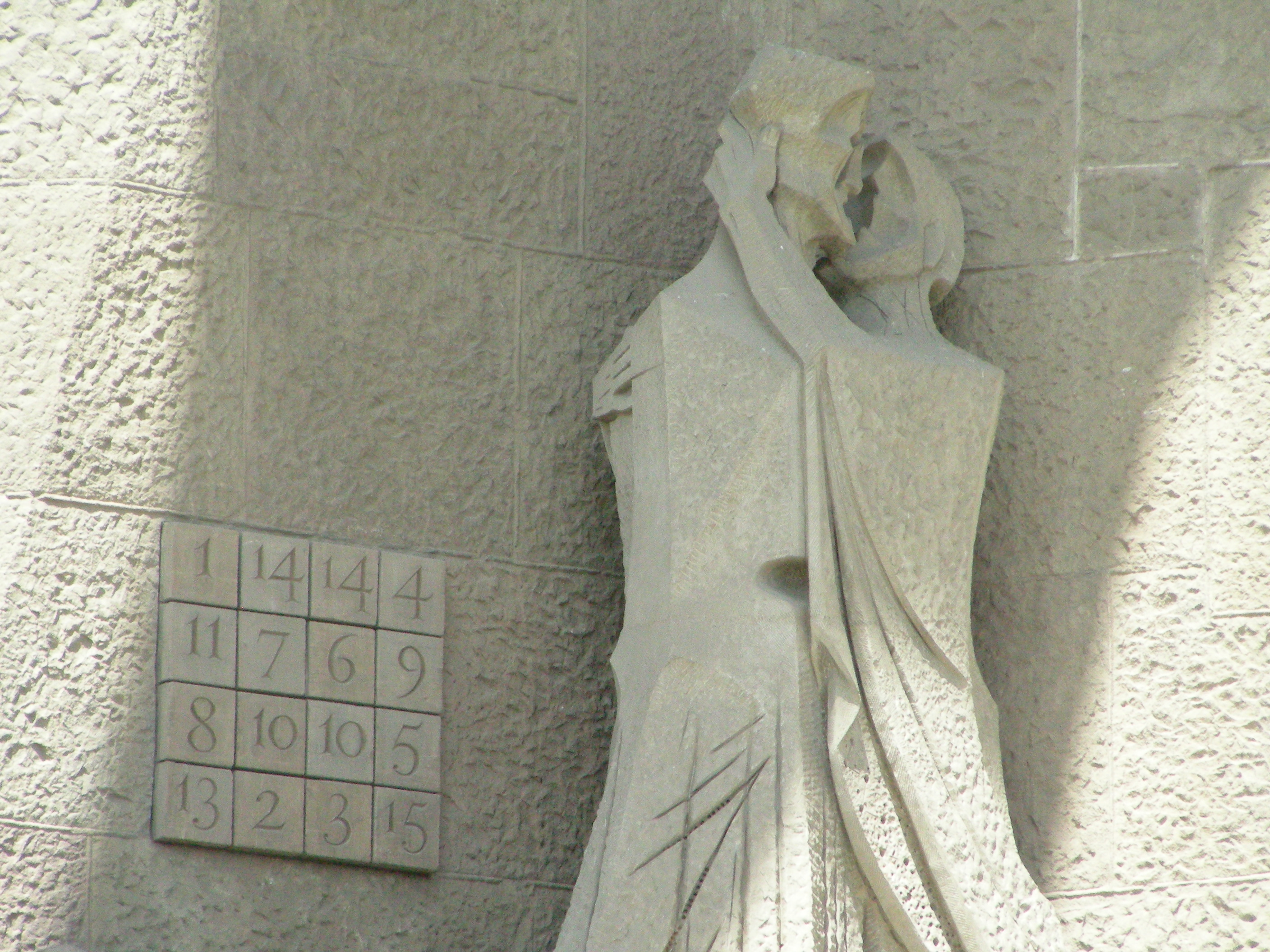
"magisch vierkant", waarbij enkele getallen meer dan eens voorkomen, op de gevel van de Sagrada Familia

Een bekend magisch vierkant komt voor op de gravure Melencolia I van Albrecht Dürer uit 1514. Het jaartal is verwerkt in het vierkant.
Dit magisch vierkant is opmerkelijk omdat niet alleen de rijen, kolommen en diagonalen dezelfde som 34 hebben, maar onder meer ook: de vier hoekpunten; de vier middelste getallen; de blokken van 2×2 getallen in de linkerboven-, rechterboven-, linkerbeneden- of rechterbenedenhoek; de twee middelste getallen in de eerste en laatste kolom resp. in de bovenste en onderste rij. Zie het onderstaande schema en de middelste afbeelding:
| 16 | 3  | 2  | 13 |
| 5  | 10 | 11 | 8  |
| 9  | 6  | 7  | 12 |
| 4  | 15 | 14 | 1  |

## Onderverdeling
Er zijn verschillende types magische vierkanten;
- pandiagonaal of panmagisch: bij deze vierkanten is ook de som van de subdiagonalen gelijk aan het karakteristiek getal
- volmaakt magisch: bij deze vierkanten geldt dat binnen elk deelvierkant van {\displaystyle {\sqrt {n}}} bij {\displaystyle {\sqrt {n}}} de som der getallen gelijk is.
- magisch vierkant van Franklin, dat strikt genomen geen magisch vierkant is.
- multimagisch vierkant, een magisch vierkant dat magisch blijft als de getallen tot een bepaalde macht worden verheven.

Hoewel het vaak over het hoofd wordt gezien, bestaat er ook een magisch vierkant van orde 1. Dit vierkant is pandiagonaal, volmaakt magisch én multimagisch. Het bestaat uit een vierkant met slechts het getal 1.

## Een magisch vierkant maken
Een klassieke methode om een magisch vierkant van willekeurige orde te maken, die echter niet de juiste diagonaalsommen heeft, is de methode van de la Hire.

### Methoden voor elke oneven orde
1. Beschouw het vierkant als een torus. Buiten de rand van het vierkant gaat men verder aan de andere kant.
2. Zet het getal 1 in het midden van de bovenste rij.
3. Zet elk volgend getal zo mogelijk, er zijn verschillende mogelijkheden:
  1. een rij hoger en een kolom naar rechts
  2. twee rijen lager en een kolom naar rechts
4. In een vakje waar al een getal staat, zet men het volgende getal onder het vorige getal.

Voorbeeld:
Zet het getal 1 in de middelste kolom op de hoogste rij. Het volgende getal wordt geplaatst, 2 rijen lager en 1 kolom naar rechts. Dit gaat verder tot men een getal wil plaatsen waar al een getal staat.
|   |   | 1 |   |   |
| 4 |   |   |   |   |
|   |   |   | 2 |   |
|   | 5 |   |   |   |
|   |   |   |   | 3 |
Nu zou de 6 op de plek van 1 komen, maar dat gaat niet dus plaatst men de 6 onder de 5.
|    |   | 1 |   | 9 |
| 4  |   | 7 |   |   |
| 10 |   |   | 2 |   |
|    | 5 |   | 8 |   |
|    | 6 |   |   | 3 |
Waarna men weer doorgaat met 2 rijen lager en 1 kolom naar rechts tot de 11 in de 6 gezet wordt. Onder de 10 wordt de 11 gezet, enzovoorts.
Dan komt er:
| 23 | 12 | 1  | 20 | 9  |
| 4  | 18 | 7  | 21 | 15 |
| 10 | 24 | 13 | 2  | 16 |
| 11 | 5  | 19 | 8  | 22 |
| 17 | 6  | 25 | 14 | 3  |
Deze techniek werkt voor alle oneven vierkanten. De Siamese methode of methode van De La Loubère is hieraan sterk verwant.

### Orde is viervoud
- diagonaalmethoden

De simpelste methode is het vierkant invullen met de opeenvolgende getallen van 1 tot N.
Bij een 8×8 vierkant neemt men de normale wijze van nummering.
| 1  | 2  | 3  | 4  | 5  | 6  | 7  | 8  |
| 9  | 10 | 11 | 12 | 13 | 14 | 15 | 16 |
| 17 | 18 | 19 | 20 | 21 | 22 | 23 | 24 |
| 25 | 26 | 27 | 28 | 29 | 30 | 31 | 32 |
| 33 | 34 | 35 | 36 | 37 | 38 | 39 | 40 |
| 41 | 42 | 43 | 44 | 45 | 46 | 47 | 48 |
| 49 | 50 | 51 | 52 | 53 | 54 | 55 | 56 |
| 57 | 58 | 59 | 60 | 61 | 62 | 63 | 64 |
De omgekeerde wijze van nummering.
| 64 | 63 | 62 | 61 | 60 | 59 | 58 | 57 |
| 56 | 55 | 54 | 53 | 52 | 51 | 50 | 49 |
| 48 | 47 | 46 | 45 | 44 | 43 | 42 | 41 |
| 40 | 39 | 38 | 37 | 36 | 35 | 34 | 33 |
| 32 | 31 | 30 | 29 | 28 | 27 | 26 | 25 |
| 24 | 23 | 22 | 21 | 20 | 19 | 18 | 17 |
| 16 | 15 | 14 | 13 | 12 | 11 | 10 | 9  |
| 8  | 7  | 6  | 5  | 4  | 3  | 2  | 1  |
Men neme de normale wijze van invullen en laat de nummers weg om een vierkante structuur te maken. Rekening houdend met het feit dat ieder weggelaten vierkant 2×2 is. Hierbij is het tevens belangrijk dat er geen gehele vierkanten tegen de rand van het vierkant aankomen. Dan krijgt men bijvoorbeeld.
| 1  |    |    | 4  | 5  |    |    | 8  |
|    | 10 | 11 |    |    | 14 | 15 |    |
|    | 18 | 19 |    |    | 22 | 23 |    |
| 25 |    |    | 28 | 29 |    |    | 32 |
| 33 |    |    | 36 | 37 |    |    | 40 |
|    | 42 | 43 |    |    | 46 | 47 |    |
|    | 50 | 51 |    |    | 54 | 55 |    |
| 57 |    |    | 60 | 61 |    |    | 64 |
Vul vervolgens de lege plaatsen op met de ontbrekende getallen in omgekeerde volgorde, waardoor dit magisch vierkant ontstaat.
| 1  | 63 | 62 | 4  | 5  | 59 | 58 | 8  |
| 56 | 10 | 11 | 53 | 52 | 14 | 15 | 49 |
| 48 | 18 | 19 | 45 | 44 | 22 | 23 | 41 |
| 25 | 39 | 38 | 28 | 29 | 35 | 34 | 32 |
| 33 | 31 | 30 | 36 | 37 | 27 | 26 | 40 |
| 24 | 42 | 43 | 21 | 20 | 46 | 47 | 17 |
| 16 | 50 | 51 | 13 | 12 | 54 | 55 | 9  |
| 57 | 7  | 6  | 60 | 61 | 3  | 2  | 64 |
Deze methode werkt voor alle veelvouden van 4.

### Orde even maar geen viervoud
- methode van Strachey

### Alle even orden groter dan vier
Deze methode is toepasbaar voor alle even ordes groter dan vier. Hiervoor zijn de speeltegeltjes van de medjig-puzzel nodig. Dat zijn in vier kwadranten verdeelde vierkantjes, waarop met stippen de getallen 0, 1, 2 en 3 zijn weergegeven, in alle mogelijke volgorden. De puzzel bestaat uit 18 tegeltjes; alle 6 mogelijke volgorden zijn 3 maal aanwezig. Uiteraard is de puzzel gemakkelijk ook met wat huisvlijt, karton, schaar en viltstift zelf te maken. De volledige set bestaat uit drie keer de volgende zes tegeltjes.
|  |  |  |  |  |  |  |  |  |  |  |  |
|  |  |  |  |  |  |  |  |  |  |  |  |

Het construeren van een magisch vierkant van orde 6 gaat dan als volgt:
Maak een willekeurige medjig-oplossing. Dat is een vierkant van 3 bij 3 tegeltjes waarin de som van de stippen in alle ontstane rijen, kolommen en diagonalen 9 is. Door de ruime keus aan benodigde volgorden is dit geen moeilijke opgave (het echte medjig-puzzelen gebruikt negen van tevoren uitgenomen speelvierkantjes, dan is het wel moeilijk). Neem het klassieke magische vierkant van orde 3 (zie boven) en breid het uit tot een vierkant van orde 6 door elk getal horizontaal en verticaal te dubbelen. Vermenigvuldig het medjig-vierkant met 9 en tel het op bij het gedubbelde klassieke magische vierkant. Oplossingen te kust en te keur. Zie onderstaand voorbeeld.
| 8 | 8 | 3 | 3 | 4 | 4 |
| 8 | 8 | 3 | 3 | 4 | 4 |
| 1 | 1 | 5 | 5 | 9 | 9 |
| 1 | 1 | 5 | 5 | 9 | 9 |
| 6 | 6 | 7 | 7 | 2 | 2 |
| 6 | 6 | 7 | 7 | 2 | 2 |

|  |  |  |  |  |  |
|  |  |  |  |  |  |
|  |  |  |  |  |  |
|  |  |  |  |  |  |
|  |  |  |  |  |  |
|  |  |  |  |  |  |

| 26 | 35 | 3  | 21 | 4  | 22 |
| 17 | 8  | 30 | 12 | 31 | 13 |
| 28 | 10 | 14 | 23 | 27 | 9  |
| 1  | 19 | 5  | 32 | 36 | 18 |
| 33 | 24 | 25 | 7  | 2  | 20 |
| 6  | 15 | 34 | 16 | 11 | 29 |

Op dezelfde manier kunnen magische vierkanten van de orde 8 gemaakt worden. Construeer daarbij eerst een medjig-oplossing van 4 bij 4 zodanig dat de som van de stippen in elke rij, kolom of diagonaal 12 is. Dit blijkt ook vrij eenvoudig te zijn. Breid nu een van de bekende magische vierkanten van de orde 4 modulo-16 uit naar 64. Evenzo orde 10. Construeer daarbij met twee setjes medjig-stenen eerst een medjig-oplossing van 5 bij 5.
Ook orde 12 is geen probleem. Ga daarbij uit van een magisch vierkant van orde 6 (zojuist gemaakt). Verdubbel horizontaal en verticaal een medjig-oplossing en breid modulo-36 uit volgens de ontstane medjig-matrix. Idem orde 16, enz.

## Vermenigvuldiging
Gegeven: een magisch vierkant {\displaystyle S_{1}} van orde {\displaystyle m_{1}} en een magisch vierkant {\displaystyle S_{2}} van orde {\displaystyle m_{2}}, een magisch vierkant van orde {\displaystyle m_{1}\times m_{2}} is gegeven door:
S = S1 * S2 = (S1[i,j] - 1) * m22 + S2 (i,j = [0 .. m1-1])
Let wel hierboven staat een vierkant van orde {\displaystyle m_{1}\times m_{2}}, elk element van {\displaystyle S_{1}} wordt vermenigvuldigd met m22 en over een {\displaystyle m_{2}} bij {\displaystyle m_{2}} vierkant gekopieerd alvorens hier het vierkant {\displaystyle S_{2}} bij op te tellen.
(tevens 1 is alleen af te trekken als {\displaystyle S_{1}} in de gebruikelijke nummerbereik [1..m12] staat, momenteel gebruik ik meer het "analytisch" bereik [0..m12-1])
Veel kwalificaties blijken invariant onder vermenigvuldiging. Zo kan men twee volmaakte vierkanten met elkaar vermenigvuldigen met een volmaakt vierkant als uitkomst, waarbij de diverse blokken vrij willekeurig kunnen worden verdraaid.

## Magische vierkanten in de populaire cultuur
Op 9 oktober 2014 gaf het postbedrijf van Macau in de Volksrepubliek China een serie postzegels met het onderwerp magische vierkanten uit. De figuur toont de postzegels met de negen magische vierkanten die gekozen waren.

## Websites
- Generator voor Magische vierkanten in PHP met broncode (tot orde 500)
- Wetenschappelijk artikel over multimagische vierkanten
- Website die zuiver magisch vierkanten orde 6 delft en opslaat in een database